# Большой порт Санкт-Петербург
«Большой порт Санкт-Петербург» (ранее — Ленинградский морской торговый порт, морской порт Санкт-Петербург) — российский морской порт в восточной части Балтийского моря. Располагается в Санкт-Петербурге на побережье Невской губы в устье Невы. В порту имеется пассажирский терминал. Помимо причалов в восточной части Невской губы, имеются грузовые районы в Ломоносове, Бронке и Кронштадте. Площадь акватории порта составляет 617 км², протяжённость причальной линии — 22 км.

## История морского порта

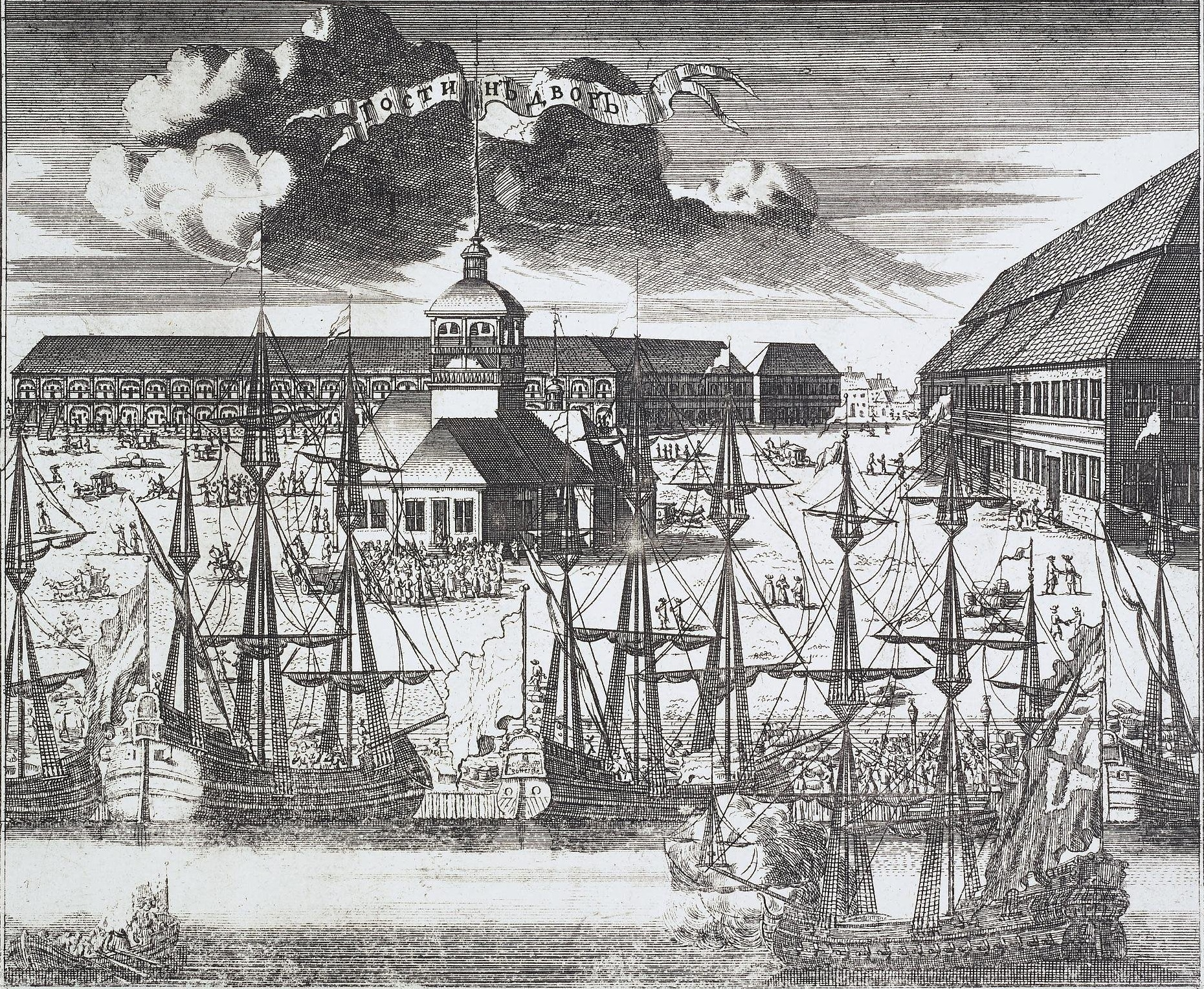
Порт на Петроградской стороне в 1717 году.

Первый морской порт Санкт-Петербурга располагался возле Троицкой площади на Петроградской стороне. Рядом с ним находились гостиный двор и таможня. Началом регулярной деятельности порта считается 1713 год. В 1733 году порт и таможня были перенесены на стрелку Васильевского острова.

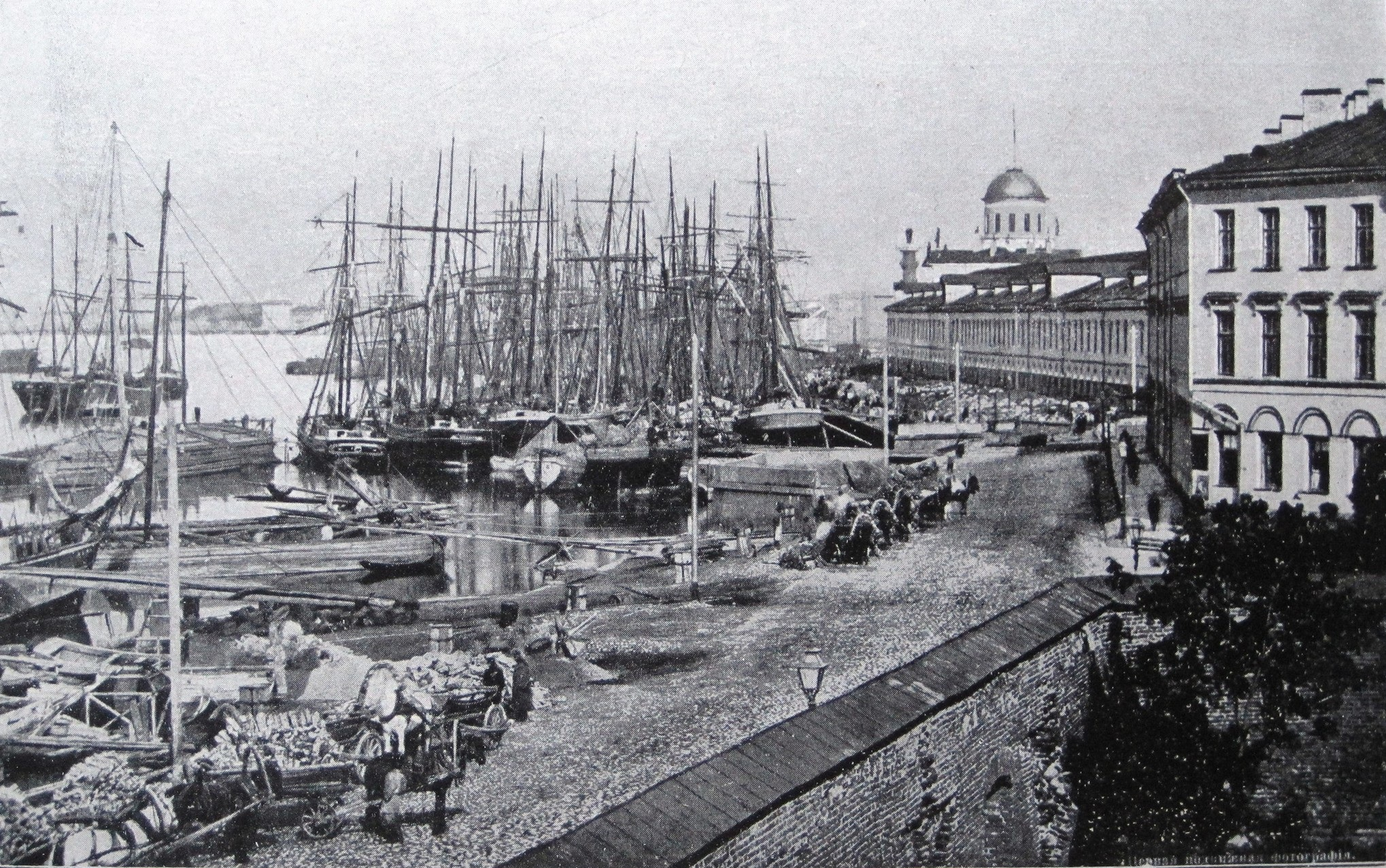
Морской порт на Васильевском острове в XIX веке

С этого момента и до конца XIX века морской порт для прибывавших из-за границы судов с грузами находился на Малой Неве в восточной части Васильевского острова. В порту на Васильевском острове пришедшие из-за границы товары выгружались, а для отправки товаров на экспорт использовались небольшие причалы со складами при них (буяны), которые располагались в разных частях города. В XVIII, начале XIX века через Петербургский порт проходило примерно половина всей внешней торговли России. В начале XIX века и по 1860-е годы через порт шло в денежном выражении около 50 % от всего импорта, приходящего в Россию. К началу XX века доля импорта, проходящего через порт упала до 20 %. Экспорт через порт составлял в начале XIX века около половины всего экспорта России в стоимостном выражении. В середине XIX века доля порта в российском экспорте снизилась до примерно 30 %, а к началу XX века — до 10 %.
В порту располагалась таможня, биржа, имелись склады для товаров. В середине XIX века порт занимал 120 тыс. м² суши и 140 тыс. м² акватории. Для разгрузки кораблей использовалась набережная длиной 510 метров, чего было недостаточно и суда вынуждены были вставать под разгрузку борт к борту до 10 в ряд. Чтобы попасть в порт и затем выйти из него в море суда должны были пройти через Исаакиевский, а с 1850 года ещё и Николаевский мост. Ожидание разводки этих мостов для возможности прохода иногда занимало несколько дней. Для разгрузки судов также использовался причал на Большой Неве возле 10 линии Васильевского острова. При порте было недостаточно складов, и Биржевой комитет в 1856 году просил передать для нужд порта здания Университета, Академии наук и новобиржевого гостиного двора.
К порту на Неве с моря вёл сложный, извилистый фарватер, вызывавший значительные затруднения для прохождения крупных судов. Осадка судна, способного пройти в Петербург при среднем уровне воды, не должна была превышать 2,4 м. Суда с большей осадкой могли проходить бары в устье Невы лишь на камелях или плавучих доках. По этим причинам многие корабли разгружались и загружались в Кронштадте. Грузы с крупных судов перевозились между Кронштадтом и Петербургом на небольших судах — лихтерах, тем самым сильно увеличивая транспортные расходы. Разгрузка товара с корабля в Кронштадте, перевозка и разгрузка в Санкт-Петербурге занимала в лучшем случае около недели. Ещё один-два дня требовалось на загрузку речных судов, либо доставку на железнодорожную станцию и загрузку в поезд. Только после этого груз уходил внутрь России. Так, по данным морского министерства за 1830 год, в Кронштадт пришло 759 судов с товарами, а в Петербург — только 323. В 1868 году из 768 тыс. т импортного груза в Петербург без перегрузки доставлено лишь 208 тыс. т.
Сооружение непосредственно в Петербурге глубоководного порта, к которому с моря могут зайти крупные суда, уменьшило бы расходы по перегрузке товаров с морских судов на речные или на железную дорогу, а также позволяло освободить порт в Кронштадте от торговых судов, что давало возможность использовать его исключительно для нужд военно-морского флота. Начало строительства Петербурго-Московской железной дороги, дававшей быстрый выход товарам из центральной России к петербургскому порту, стимулировало предложения о сооружении глубоководного фарватера — морского канала к Петербургу и строительству в городе нового торгового порта. В 1840-е — 1870-е годы было представлено около 20 предложений. Выдвигались идеи построить порт в следующих местах: возле Красной Горки, около Ораниенбаума, на Гутуевском острове, на левом берегу Невы близ Литейного моста, в западной части Васильевского острова, и также на взморье возле устья Екатерингофки.
В январе 1872 года межведомственный комитет при Министерстве путей сообщения под председательством С. В. Кербедза рассмотрел 15 проектов строительства Петербургского порта и морского канала. Лучшими были признаны проект компании «Котар, Шампалион и Яницкий» и проект Н. И. Путилова. В июне 1872 года императором были одобрены общие основания, а в мае 1873 года утверждён подробный проект строительства. Он предусматривал сооружение за государственный счёт морского канала глубиной 6,1 м (20 футов) от устья Невы, далее по Екатерингофке и затем в море в сторону Кронштадта. Склады вдоль канала для работы порта должны были возводиться на частные средства. Стоимость строительства оценивалась в 7,5 млн рублей, работы должны были завершиться за 6 лет. 26 октября (7 ноября)  1874 года был подписан контракт на производство работ. Его получил Путилов, Кларк и Пончард «с товарищами». По контракту работы должны были закончить в 1880 году. Англичане Кларк и Пончард в 1877 году вышли из предприятия.
19 апреля (1 мая)  1878 года правительством был подписан с Путиловым новый контракт с некоторыми изменениями, в частности срок окончания работ был перенесён на 1883 год. В 1879 году первоначальный маршрут прохождения канала был несколько скорректирован. Было решено возле Петербурга разветвить канал на два рукава — один, длиной 3,7 км к устью Екатирингофки, другой — между Канонерским и Гутуевским островами к Неве. Также вместо первоначально планировавшейся глубины канала в 6,1 м (20 футов), было решено углублять его до 6,7 м (22 фута). Осенью 1880 года правительством был подписан контракт на сооружение за 2,5 млн рублей морского порта на Гутуевском острове вдоль берега Морского канала. К порту предполагалось проложить ветвь Путиловской железной дороги. Причалы и склады для разгрузки судов с импортом намечалось расположить на северной ветке канала, причалы для отгрузки экспорта — на южной ветке.

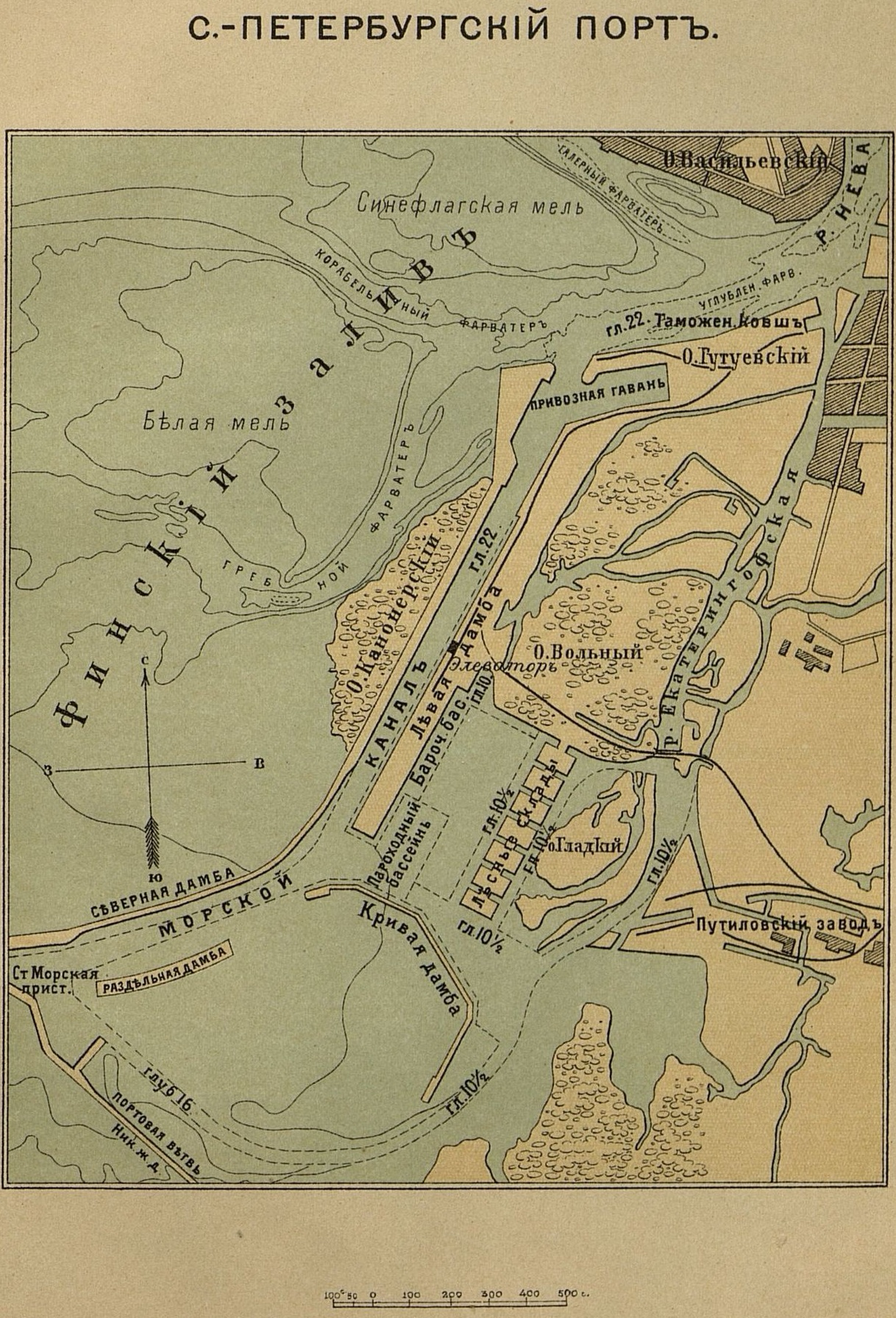
Схема порта на начало 1900-х годов

После скоропостижной смерти Путилова проект завершали его компаньоны П. А. Борейша и С. П. Максимович. Согласно завещанию Путилова он был похоронен рядом с Путиловским заводом и морским портом  на восточном берегу Гладкого острова.
Первая очередь порта, включающая причалы общей длиной 600 м у южной ветки морского канала, была открыта весной 1882 года. 15 мая (27 мая) 1885 года морской канал и новый Морской торговый порт были открыты полностью. Со временем, внутри ограждённой дамбами акватории порта были сооружены новые дамбы и причалы, разделившие акваторию на несколько гаваней: в начале 1900-х годов были созданы Кривая дамба и дамба Гребёнка, образовавшие Хлебно-Лесную гавань (Барочный бассейн); к 1925 году был сооружён Новый мол (Лесной мол) образовавший Угольную гавань. В начале XX века было произведено углубление морского канала, к 1909 году его глубина была доведена до 8,5 м (28 футов). Морской порт в начале 1900-х годов занимал 106 гектаров суши и 63 га акватории. В порту имелся элеватор на 25 тыс. т зерна и два каменных зернохранилища на 12,5 тыс. т.
С 1915 года реализовывались планы по усилению грузового железнодорожного сообщения с портом, в связи с чем начала создаваться так называемая «южная портовая ветвь», включающая в себя сортировочную станцию, получившую название Предпортовая.
С момента окончания Гражданской войны в России и по 1940 год Ленинградский морской порт являлся единственным портом Советской России на Балтике. В 1930-е годы порт располагался на земельных участках площадью 7 км², имел 5 км² внутренней акватории, длина причалов составляла 13 км.
Во время войны и блокады Ленинграда порт играл важную оборонительную роль. 5 июня 1946 года отмечается восстановление морского сообщения — день прорыва морской минной блокады Ленинграда. Окончательно очистить Финский залив от мин и полностью открыть для судоходства удалось только к концу 1963 года.
С 1960 года в порту осуществляется круглогодичная навигация, выполняемая в зимний период при помощи ледоколов. За досрочное выполнение заданий семилетнего плана, широкое внедрение передовой технологии и комплексной механизации погрузочно-разгрузочных работ Ленинградский морской торговый порт был награждён орденом Ленина Указом Президиума Верховного Совета СССР от 28 июля 1966 года.
7-этажное здание пассажирского Морского вокзала на Васильевском острове было построено в 1977—1982 гг.
С 2000 года на западе Ленинградской области строится новый грузовой порт Усть-Луга, одна из задач которого разгрузка петербургского порта и фарватера. В 2008 году на Васильевском острове начал работу новый Пассажирский порт Санкт-Петербург, основное назначение которого — обслуживание круизных судов.

## Общие сведения

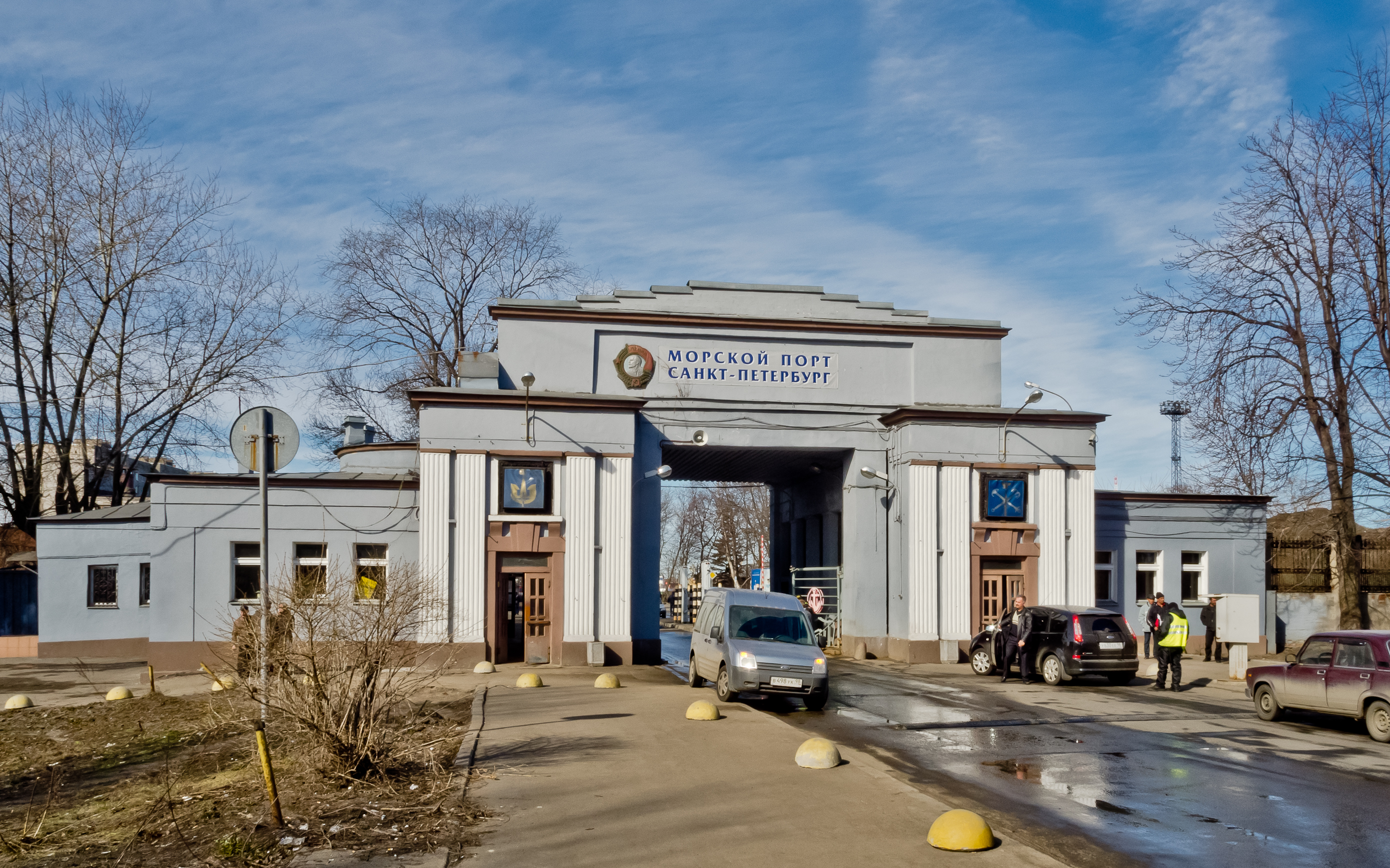
Главные ворота торгового порта Санкт-Петербурга

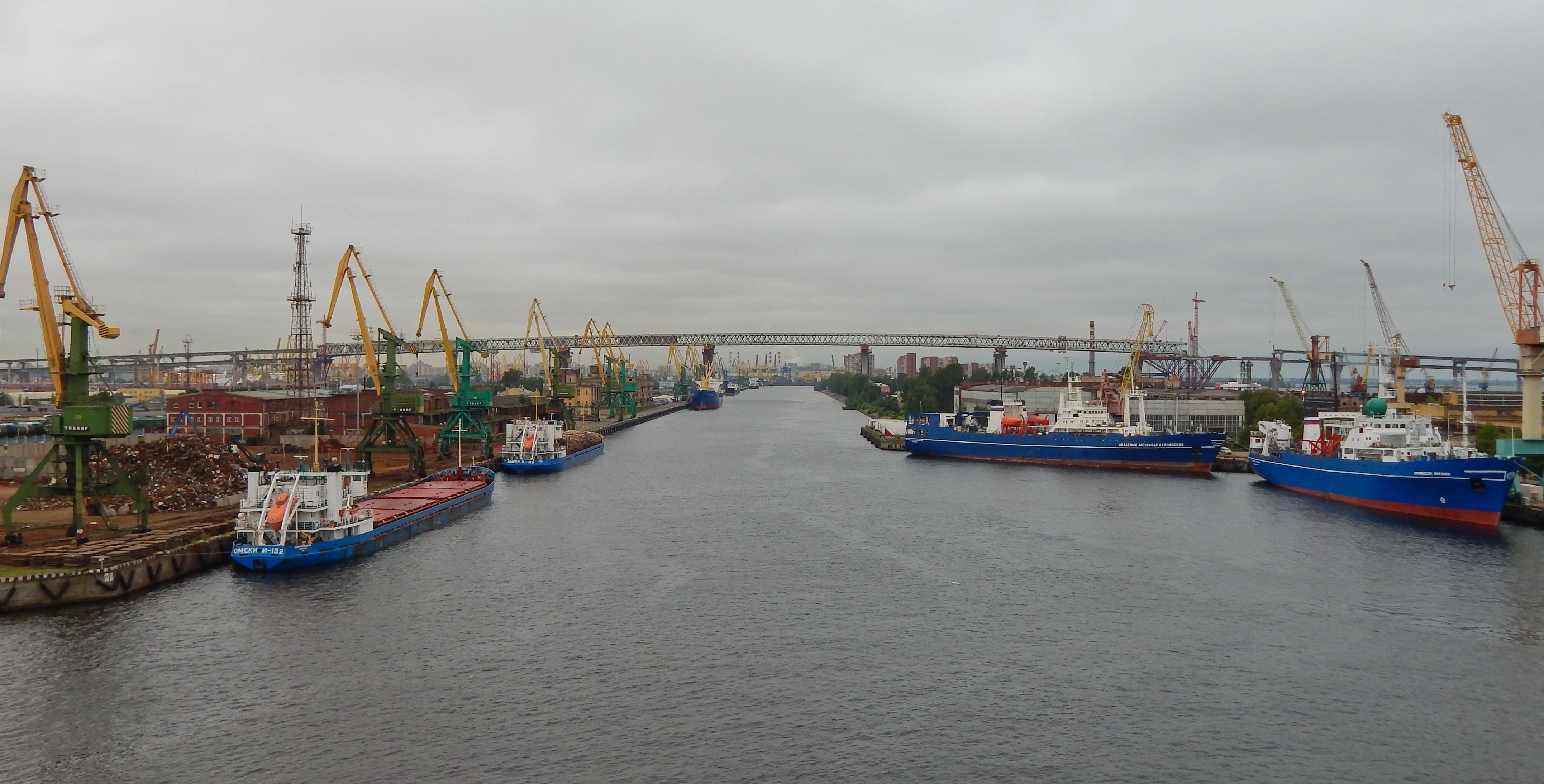
Порт в месте начала Морского канала

Порт Санкт-Петербург расположен на островах дельты реки Нева, в Невской губе в восточной части Финского залива Балтийского моря.
Большой порт Санкт-Петербург включает причалы морского торгового, лесного, рыбного и речного портов, нефтяного терминала, судостроительных, судоремонтных и других заводов, морского пассажирского вокзала, речного пассажирского порта, а также причалы Кронштадта, Ломоносова, портовых пунктов Горская, Бронка.
К ним ведёт разветвлённая система каналов и фарватеров.
Морской торговый порт включает около 200 причалов с глубинами до 11.9 м. Территориально морской торговый порт разделён на четыре района. Контейнерный терминал включает причалы № 82—87, к обработке принимаются как контейнеровозы, так и суда типа «Ро-Ро».
Первый и второй районы морского торгового порта обслуживает железнодорожная станция Новый Порт, третий и четвёртый районы — железнодорожная станция Автово Октябрьской железной дороги. Станция Новый Порт имеет паромное соединение с железной дорогой Балтийского завода. Данная станция является терминалом т. н. «Путиловской ветви», а станция Автово — «Южной портовой ветви». Две станции связаны через грузовую станцию Нарвская.
Портовый флот, обслуживающий Большой порт Санкт-Петербург, включает большое количество служебно-вспомогательных судов, принадлежащих различным организациям, в том числе более двадцати буксиров различной мощности, ледоколы, нефтемусоросборщики, водолеи, сборщики льяльных вод, плавбункеровщики, лоцманские суда, рейдовые катера, пожарное судно, различные несамоходные плавсредства. За безопасность мореплавания и организацию судоходства в порту и на подходах к нему отвечает ФГБУ «Администрация портов Балтийского моря» и его структурное подразделение — служба капитана морского порта «Большой порт Санкт-Петербург». Система управления движением судов (СУДС), государственная лоцманская служба и ледокольная проводка в Финском заливе подчинены ФГУП «Росморпорт».
В октябре 2010 года гендиректор ФГУП «Росморпорт» Игорь Русу сообщил журналистам, что его ведомство начинает разработку стратегии развития российских портов до 2030 года, в которой будет положение о полном выводе из центра Санкт-Петербурга мощностей Большого порта Санкт-Петербург. Однако, в ноябре того же года заместитель Министра транспорта Российской Федерации Виктор Олерский опроверг эту информацию, заявив, что вопрос о выносе портовых мощностей из Санкт-Петербурга не ставится.

### Состав
Большой порт Санкт-Петербург включает:
- Бассейны:
  - Восточный
  - Барочный
  - Пассажирский
  - Рейд Лесного мола
  - Угольная гавань
- Василеостровский грузовой порт
- Причалы в Кронштадте
- Причалы в Ломоносове
- Бронка

## Показатели деятельности
В порту Санкт-Петербурга перегружаются нефтепродукты, металлы, лесные грузы, контейнеры, уголь, руда, химические грузы, металлолом. Грузооборот Большого порта Санкт-Петербург январь-февраль 2016 года составил 7,5 млн тонн (-7,0 % к аналогичному периоду 2015 года).
Основными стивидорными компаниями, работающими на территории Большого порта Санкт-Петербург, являются ПАО «Морской порт Санкт-Петербург», компании АО «Нева-Металл», «Балтийский балкерный терминал», ООО «Моби Дик», «Петербургский нефтяной терминал», ЗАО «Первый контейнерный терминал», ПАО «Петролеспорт», ЗАО «Контейнерный Терминал Санкт-Петербург» .
| год                                  | 1802 | 1812 | 1820 | 1830 | 1840 | 1850 | 1861 | 1880 | 1897 |
| Прибыло грузов (млн руб.)            | 24,7 | 39,2 | 164  | 114  | 46,5 | 50,2 | 85,0 | 91,2 | 108  |
| Отпущено грузов (млн руб.)           | 30,5 | 58,9 | 105  | 104  | 34,9 | 33,7 | 42,1 | 23,5 | 71   |
| Судооборот (число судов)             |      |      |      | 2866 | 2771 | 3154 | 4286 | 6802 | 3721 |
| Грузовместимость судов (тыс. рег. т) |      |      |      | 490  | 534  | 622  | 938  | 2460 | 2719 |

| год                            | 1830 | 1840 | 1850 | 1861 | 1880 | 1897 |
| Чило пришедших и ушедших судов | 302  | 729  | 860  | 1191 | 1167 | 6345 |

| год      | 1897 | 1913 | 1921 | 1930 | 1940 | 1945 | 1950 | 1960 | 1970 | 1980 | 1997 | 2000 | 2005 | 2010 | 2015 | 2020 | 2021 | 2022 | 2023 |
| млн тонн | 3,35 | 7,30 | 0,63 | 4,50 | 3,18 | 0,79 | 1,37 | 6,3  | 7,6  | 12,2 | 20,5 | 32,0 | 57,5 | 58,0 | 51,5 | 59,9 | 62,0 | 38,8 | 49,6 |

## Происшествия
28 августа 1926 года в Морском канале Ленинградского торгового порта, столкнувшись со стенкой строящегося Хлебного мола, затонул советский пароход «Буревестник»; по официальной версии погибло 66 человек, однако ряд экспертов считают эту цифру в несколько раз заниженной. На тот момент времени это была крупнейшая по числу жертв катастрофа гражданского парохода в невоенное время в Санкт-Петербурге (она превысила число жертв затонувшего 7 апреля 1907 года на Неве парохода «Архангельск», принадлежащего купцу Шитову и обслуживавшего перевоз от Пальменбахской набережной (около Смольного) на Охту, когда погибло 39 человек).

## География
Угольная гавань на фотографии Кировского района

### Комментарии
1. ↑  В начале XX века остров был срыт, на его месте была устроена одна из гаваней Морского порта. Прах Путилова и супруги его был перезахоронен в 1907 году под алтарем заводской церкви.
2. ↑  1802—1835 год ассигнационный рубль, с 1840 года серебряный рубль
3. ↑  1802—1835 год ассигнационный рубль, с 1840 года серебряный рубль
4. ↑  Только внешняя торговля без учёта кабатажа